# Friedrich Reinhold Kreutzwald
Friedrich Reinhold Kreutzwald (Jõepere cerca Kadrina, condado de Virumaa, Estonia 26 de diciembre de 1803 - Tartu, Estonia, 25 de agosto de 1882) fue un escritor y médico estonio, reconocido como el padre de la literatura estonia. De orígenes humildes, se licenció en medicina en la Universidad de Tartu en 1833 y ejerció como médico en Võru (sur de Estonia) durante más de cuatro décadas (1833-1877).
Paralelamente a su carrera médica, desarrolló una prolífica labor literaria: compuso el poema épico nacional Kalevipoeg (El hijo de Kalev), obra fundamental de la identidad cultural estonia, así como recopiló y creó cuentos populares y poemas que revitalizaron tradiciones locales. Comprometido con el renacimiento cultural, fue miembro fundador de la Sociedad Estonia de Intelectuales (1838), grupo con base en la Universidad de Tartu que impulsó la defensa y promoción de la lengua y cultura vernáculas estonias.